# Mohammed Al Wakid
Mohammed Al Wakid (tiếng Ả Rập: محمد الواكد; sinh ngày 6 tháng 10 năm 1985, Damascus, Syria) là một cầu thủ bóng đá Syria. Hiện tại anh thi đấu cho Al-Jaish, thi đấu ở Giải bóng đá ngoại hạng Syria, giải đấu cao nhất ở Syria. Anh đá ở vị trí tiền đạo.